# 水戸短期大学
水戸短期大学（みとたんきだいがく、英語: Mito Junior College）は、茨城県水戸市見川町2582に本部を置いていた日本の私立大学である。1964年に設置され、2012年に廃止された。大学の略称は水短。

## 概観

### 大学全体
- 茨城県水戸市に所在した日本の私立短期大学で、設置主体は学校法人田中学園[1]。
- 1964年に開学。学科数は、昼間部、夜間部に各1、2004年に夜間部が廃止となり昼間部1学科体制となる。
- 2010年度の入学生を最後に[注釈 2]、短期大学としての使命を終える[注釈 3]。

### 教育および研究
- 水戸短期大学には経済情報学科が設置され、「経済学」・「簿記」・「情報処理実習」・「経営学」・「秘書学概論」などの基本科目ほか、社会情報コースでは「ベンチャー企業論」・「現代の金融」、会計実務コースでは「工業簿記」・「税法」などの科目が開講されていた。
- 放送大学との単位互換制度もあった。

### 学風および特色
- 水戸短期大学は、「経済学」・「経営学」・「商業学」などを中心とした専門教育が行われ、併せて幅広い教養と豊かな人間性を養い、地域社会の産業経済に貢献する使命を担う中堅指導者を育成することを目的に設置された。
- 男女共学の短期大学だった。

## 沿革
- 1948年
  - 田中重信が水戸簿記学院を創立
- 1949年
  - 水戸簿記学院を水戸高等簿記学校に校名変更。
- 1959年
  - 2月24日 学校法人田中学園設立が認可される[4]。
- 1964年
  - 1月25日 左記を以て文部省[注 2]より短期大学の設置が認可される[5]。
  - 4月1日 水戸短期大学が以下の学科体制にて開学する[6]。
    - 商経科
      - 第一部 入学定員100名
      - 第二部 入学定員100名

  - 5月1日 学生数[7]/定員[8]
    - 商経科
      - 第一部 25[注 3]/100
      - 第二部 119[注 4]/100
- 1992年
  - 4月1日 商経科第一部の入学定員を100[9]→150[10]に増員[11]。
  - 5月1日 学生数[注 5]/定員
    - 商経科
      - 第一部 355[注 6]/350
      - 第二部 209[注 7]/200
- 1993年
  - 5月1日 学生数[14]/定員
    -       - 第一部 407[注 8]/400
      - 第二部 195[注 9]/200
- 1996年
  - 4月1日 専攻科に以下の専攻課程を置く[15]。
    - 税経専攻 入学定員20名
- 1997年
  - 4月1日 専攻科が大学評価・学位授与機構に認定される。
- 1999年
  - 5月1日 学生数[16]/定員
    - 商経科
      - 第一部 233[注 10]/300
      - 第二部 7[注 11]/200
- 2001年
  - 4月1日 商経科第一部・第二部を経済情報学科第一部・第二部に学科名変更[17]。
- 2004年
  - 3月31日をもって第二部を正式廃止[18]。
  - 4月1日 経済情報学科の入学定員を150→100に減員[18]。
- 2010年
  - 4月1日 この年度で学生募集を最終とする[注釈 2]。
- 2013年
  - 2月25日 左記をもって正式に廃止となる[注釈 3]。

## 基礎データ

### 所在地
- 茨城県水戸市見川町2582[注釈 1]

### 交通アクセス
- 東日本旅客鉄道（JR東日本）常磐線水戸駅より関東鉄道バスで「水戸短大入口」バス停（現在の名称は「葵陵高校入口」）下車、徒歩で3分程度の場所にあった。

### 象徴
- 右記資料を参照[20]。

## 教育および研究

### 組織

#### 学科
- 経済情報学科 入学定員100名[注 12]

##### 過去の学科体制
- 商経科→経済情報学科
  - 第一部 入学定員150名[22]
  - 第二部 入学定員100名[22]

#### 専攻科
- 税経専攻 入学定員20名[注 13]：全国でも唯一の専攻名で、本短大ほか他の短大卒業者にも門戸を開いていた。修業年限は昼間部2年制[24]。

#### 別科
- なし

##### 取得資格について
- 中学校教諭二種免許状（社会）[注 14]。
- ほか、日商簿記検定をはじめ社会に有用な民間資格の取得支援にも力をいれていた。
- なお、専攻科では商学士・中学校教諭一種免許状（社会）が取得でき、この場合、税経専攻修了後、大学評価・学位授与機構に合格する必要があった。

#### 附属機関
- 図書館

### 研究
- 学内紀要として『水戸論叢』が発行されていた[26]。

## 学生生活

### 部活動・クラブ活動・サークル活動
- 水戸短期大学のクラブ活動
  - 体育系：野球・テニス・サッカー・ソフトボール・バスケットボールなどが盛んである。
  - 文化系：映像研究会・旅行研究会・軽音楽ほか

### 学園祭
- 水戸短期大学の学園祭は「MJCフェスティバル」と呼ばれていた。

### スポーツ
- バスケットボール部が盛んで、全国短期大学大会において1994年より3年連続で3位の成績を残している。

## 大学関係者と組織

### 大学関係者一覧

#### 大学関係者
- 沼尻源一郎：初代学長（創立〜1976年）
- 田中重信：第2代学長（1977年〜1992年）
- 田中睦啓：第3代学長（1993年〜閉学まで）

## 施設

### キャンパス
（当時）
- 1号館
- 2号館
- 記念館

## 対外関係

### 関係校
- 放送大学

### 系列校
- 水戸啓明高等学校
- 水戸葵陵高等学校
- 水戸教育福祉専門学校
- 水戸英宏中学校
- 水戸英宏小学校
- 平須幼稚園
- 愛宕幼稚園

## 卒業後の進路について

### 編入学・進学実績
- 経済情報学科（商経科及びII部含む）：福島大学・いわき明星大学・東日本国際大学・つくば国際大学・筑波学院大学・流通経済大学・作新学院大学・上武大学・駿河台大学・江戸川大学・敬愛大学・清和大学・東京情報大学・帝京平成大学・国士舘大学・駒澤大学・目白大学・新潟経営大学・徳島文理大学ほか

## 附属学校
- 水戸啓明高等学校（短大閉校時点では「水戸短期大学附属高等学校」）
- 水戸葵陵高等学校（1996年までは「水戸短期大学附属水戸高等学校」）